# Dzień dobry, dzieci
Dzień dobry, dzieci – polski film dokumentalny z 1966 roku w reżyserii Ireny Kamieńskiej, na podstawie scenariusza sporządzonego wraz z montażystką Lidią Zonn. Film dyplomowy Kamieńskiej jest uznawany za jej zawodowy debiut i jedno z kluczowych dzieł formacji nazywanej „szkołą Karabasza”; został nagrodzony Grand Prix Krakowskiego Festiwalu Filmowego w 1967 w konkursie polskim.

## Treść
Film dotyka problemu chronicznej biedy i niedostatku wykształcenia na polskiej wsi po 1945 roku. Na terenach wiejskich po zakończeniu II wojny światowej od podstaw należało budować instytucje oświatowe, które musiały usilnie zabiegać o odpowiednie budynki i wyposażenie. Przybywający do polskich wsi nauczyciele musieli uprawiać swój zawód w niesprzyjających warunkach, często wędrując między różnymi szkołami, aby pomóc uczniom z odległych wsi w nabyciu podstawowej wiedzy. Nauczyciele musieli też wykazać się dobrą organizacją pracy i wrażliwością na potrzeby lokalnych społeczności, które nie były w stanie zapewnić swoim dzieciom odpowiednich warunków bytowych umożliwiających dalsze kształcenie.
Ów problem porusza właśnie film Dzień dobry, dzieci. Jego bohaterka, zdeterminowana młoda nauczycielka powraca w rodzinne strony, mając nadzieję, że może dać dzieciom perspektywę lepszego zawodu i życia. Swą pracę wykonuje cierpliwie i z poświęceniem swego czasu wolnego. Odkrywa jednak, że rodzice wielu dzieci wolą posłać je w pole zamiast pomagać im w edukacji. Nauczycielka spotyka się z rodzicami, próbując przekonać ich o konieczności wykształcenia małoletnich.

## Odbiór
W retrospektywnym artykule o twórczości Kamieńskiej Małgorzata Grzywacz i Agnieszka Kulig opisały film Dzień dobry, dzieci jako „wzruszającą opowieść o zmaganiach młodej nauczycielki, która uobecnia awans społeczny”. Grzywacz i Kulig pochwaliły reżyserkę za unikanie tonu jednoznacznie propagandowego i moralizatorskiego, co przysłużyło się przedstawieniu realiów życia chłopskich dzieci w ówczesnej Polsce:

Istotne jest dla niej ukazanie wsi nieobecnej w dyskursie decydentów z miasta albo obecnej jedynie jako przykład zacofania, wykluczenia. Obraz wsi zarejestrowany u Kamieńskiej ma ambicje odważnej konfrontacji z problemem ubóstwa, niedostatku, ale nie jest to dokument interwencyjny czy prosty przekaz propagandowy. Kamieńska z czułością za pośrednictwem nauczycielki obserwuje dzieci, czyli najsłabszych, bezbronnych. To uniwersalna opowieść o zgrzebnym dzieciństwie, dziedziczeniu biedy i nikłych szansach, aby zmienić tę rzeczywistość. 

## Nagrody
Film otrzymał Grand Prix „Złotego Lajkonika” w 1967 w konkursie polskim Krakowskiego Festiwalu Filmowego oraz w 1968 roku I Nagrodę na Ogólnopolskim Festiwalu Filmów Rolniczych w Lublinie.